# Neerijnen
Neerijnen  è una ex-municipalità dei Paesi Bassi di 11 873 abitanti situata nella provincia della Gheldria.
Soppressa il 1º gennaio 2019, il suo territorio, assieme a quello delle ex-municipalità di Geldermalsen e di Lingewaal, è andato a formare la nuova municipalità di West Betuwe.